# Bombardeos iraquíes de abril de 2013
Una ola de atentados en Irak el 15 de abril de 2013 mató al menos a 50 personas e hirió a cerca de 300. El 16 de abril, la violencia continuó con seis muertes adicionales reportadas. Los ataques se produjeron pocos días antes de las elecciones provinciales que se celebrarán el 20 de abril.

## Fondo
En los meses previos a las elecciones provinciales del 20 de abril, el primero desde la retirada de las fuerzas de EE. UU. en 2011, las tensiones fueron altas en Irak como grupos sunitas dijeron que estaban siendo marginados por el gobierno chiita del primer ministro Nouri Maliki. Un número de ataques vinculados a al-Qaeda (suní) se llevaron a cabo a principios de 2013 en un intento de desestabilizar el país antes de las elecciones. Catorce candidatos electorales han sido asesinados. Las provincias Anbar y Nínive han pospuesto las elecciones por motivos de seguridad. Otras cuatro provincias no tienen previsto celebrar elecciones el 20 de abril.
En general, la violencia en Irak ha disminuido desde su pico en julio de 2006, pero los ataques siguen siendo comunes. Defunciones aumentaron en 2012 por primera vez en tres años.

## Ataques
Durante la hora punta de la mañana el 15 de abril, una serie de ataques coordinados se llevaron a cabo en todo Irak. Según informes, al menos 30 ataques, la mayoría de los cuales se realizaron con coches bomba. Por lo menos siete ciudades reportaron incidentes. Tanto áreas sunitas y chiitas fueron blanco de los ataques. Ningún grupo se atribuyó la responsabilidad de los ataques.
Tuz Khormato, una ciudad a 170 kilómetros (110 millas) al norte de Bagdad, fue el más afectado. Cuatro bombas allí mataron a cinco personas e hirieron a otras 67. Los ataques dirigidos a zonas predominantemente chiíes.
En la ciudad norteña de Kirkuk, nueve personas murieron a manos de seis coches bomba simultáneos. Las bombas acabaron con una variedad de vecindarios, incluyendo uno en una zona árabe, uno en una zona kurda, y uno en un distrito turcomanos. En la ciudad de Tarmiyah, a 30 kilómetros al norte de Bagdad, hombres armados dispararon y mataron a un oficial de policía.
En la capital de Bagdad en Irak, dos coches bomba dirigidos por un puesto de control aeropuerto fuertemente armados, mató a dos e hirió a 17. Fue la primera vez que el puesto de control había sido blanco de ataques. Más adelante en el día, otro coche bomba fue detonado en el distrito chiita de Sadr City. En la sureña ciudad de Nasiriya un coche bomba fue detonado en un mercado y otro en una zona con varios talleres de reparación de automóviles. También se informó de las bombas en las ciudades de la región central de Samarra y Hilla.
La violencia continuó el 16 de abril. En Aziziyah, una ciudad a 75 kilómetros (47 millas) al sur de Bagdad, un coche bomba mató al menos a cuatro personas e hirió a otras 15. En Mussayib, otra ciudad del sur, una bomba mató a un soldado e hirió a otras dos personas. Otra bomba mató a un civil e hirió a dos al norte de Bagdad. También se notificaron tres lesiones en Tarmiyah.